# Аккерманська фортеця
Аккерма́нська форте́ця, або Бі́лгород-Дністро́вська форте́ця — історико-архітектурна пам'ятка та найбільша фортеця України. Була споруджена за часів Пізнього середньовіччя (XIII — XV століття) на місці руїн античного поліса Тіра. Розташована в м. Білгород-Дністровський Одеської області.

## Історія

### Початок будівництва
Фортеця будувалася на залишках давньогрецького міста Тіра. Існувало воно до IV століття. Але часті напади завойовників знищили поліс. Спочатку місто зруйнували готи, а потім гуни поклали кінець існуванню Тіри. Після греків на місці Тіри мешкали даки, анти, слов'яни. На думку істориків, у Х столітті Білгород входив до складу Київської Русі, потім деякий час належав Угорському королівству, а ще пізніше — Галицько-Волинському князівству. У складі останнього місто перебувало до нашестя монголів.
Достеменно невідомо, коли було закладено фортецю Монкастро. Нині її засновниками більшість істориків вважають генуезців, що прийшли у Причорномор'я в ХІІІ столітті. Цікаво, що ця територія входила в той час до складу Золотої Орди. Але хитрі генуезці якимось чином домовились із монголами. Офіційно Монкастро було татарським містом, але правили в ньому генуезці. Фортеця мала контролювати Дністровський лиман.
У другій половині XIV століття генуезці втратили свій вплив у Причорномор'ї, оскільки не мали можливості проходу Егейського моря через збільшення військового тиску з боку османів. На думку багатьох істориків на зміну Генуї прийшло Велике князівство Литовське. І саме у литовців наприкінці XIV століття Білгород відвоювали молдовани.

### Молдовська «доба»
Територія потрапила під управління Молдавського князівства. Білгород молдовани називали Четятя Албе (Біле Місто). У XV столітті місто було справжнім мегаполісом: тут мешкало 20 000 осіб, серед яких молдовани, греки, генуезці, вірмени, євреї, татари. Це був початок найбільшого розквіту міста.
Основою міста була фортеця, на той час вже значно розширена. Основні її елементи були закінчені до 1440-х років. У фортеці налічувалося 34 башти, висота деяких із них сягала 20 м. Ззовні твердиню обнесли глибоким ровом, стіни якого виклали каменем. Будували фортецю з білого вапняку, розчином для якого служили яйця, товчений мармур, вугілля і кремній. Також у склад будівельних матеріалів входило просо, яке дозволяло підтримувати нормальний гідротермічний баланс у стінах.
У 1440 році було закінчено будівництво сегменту, який не був ні муром фортеці, ні її баштою. Цей сегмент зберігся, він виступає за мури фортеці й майже впритул підступає до лиману. В стіну цієї будівлі вмуровано 10 кам'яних ядер, які закладались у мур як своєрідний оберіг. Сегмент із ядрами не має жодної практичної оборонної доцільності. Тривалий час історики та архітектори не могли визначити призначення цієї споруди.
В другій половині XV століття Молдавське князівство починає втрачати свою силу. Не останню роль у цьому процесі відіграла боротьба за молдовський престол між великими феодальними групами. 1457 року Молдову захопив господар Штефан III. Чи не найбільше уваги господар приділив Білгороду, головному оборонному центру на південному сході держави, якраз на торговому шляху між Європою і Азією. Фортецю було добудовано, укріплено новими потужними мурами та великою брамою (Кілійською), яка нині є головним входом до фортеці. Для охорони було поставлено постійний гарнізон.
- Кілійська брама
- Цитадель фортеці
- Мури
- Оборонний рів перед брамою

### Ядра на стіні

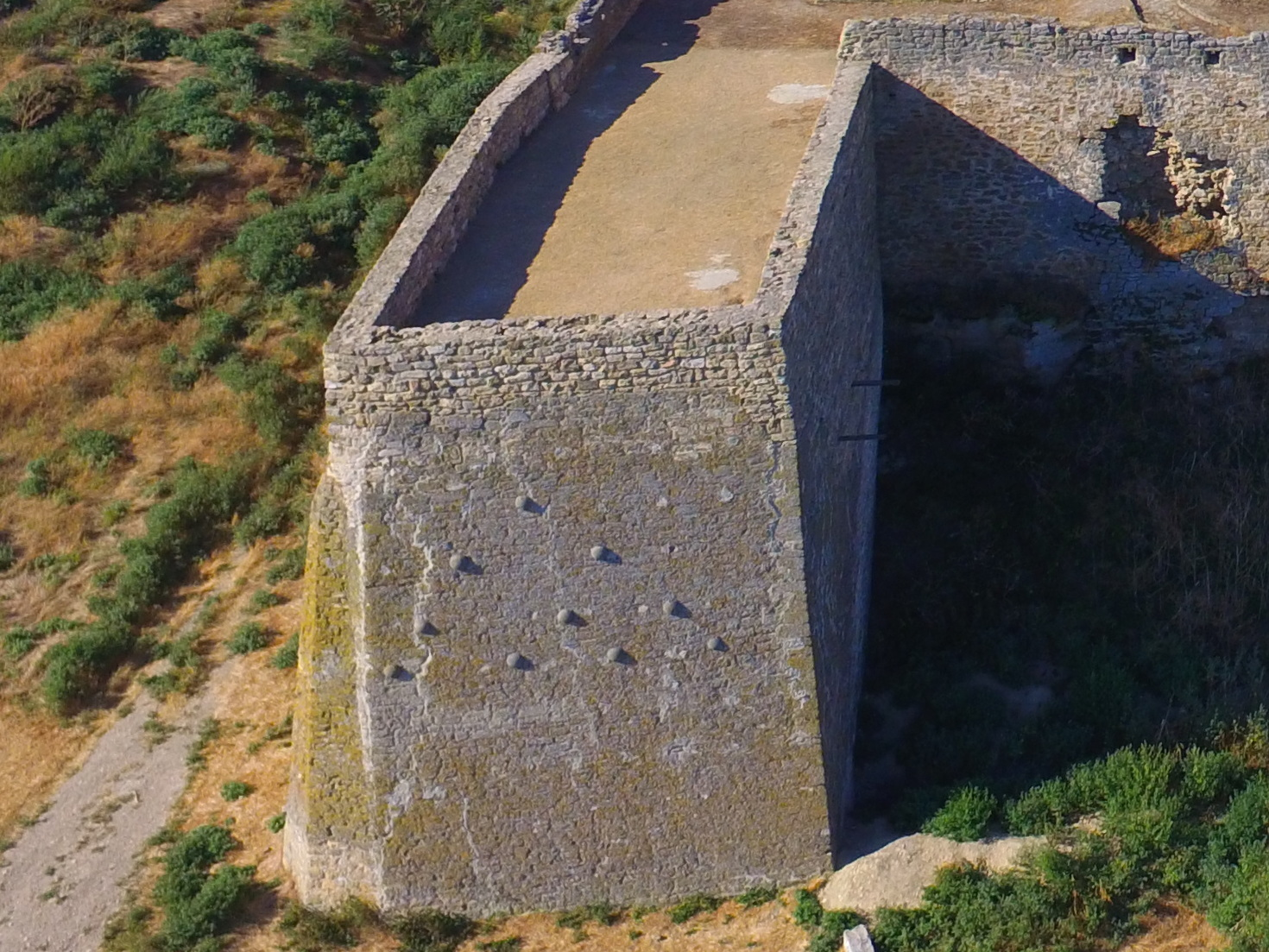
Тетраксис

Ядра на стіні — це так званий тетраксис — фігура з 10 точок, які формують 9 правильних рівних трикутників. Дехто вважає цю фігуру магічною. Її використовували у своїх обрядах друїди. Вона свого часу стала одним із символів масонської ложі. Це підтверджує думку багатьох істориків про те, що Білгород-Дністровську фортецю будували масони і незрозумілий сегмент було зведено спеціально для розміщення на ньому тетраксису. Ще одним підтвердженням масонського сліду може служити табличка, знайдена в одній із башт: «Майстер Федорко закінчив будівництво у 1440 році». Майстром у той час називали главу масонської ложі.
Існує й інше пояснення аккерманському тетраксису, значно прагматичніше. Фахівці кажуть, що це просто один із різновидів сонячного годинника-календаря.

### Османський період
У XV ст. Османська імперія неодноразово намагалась захопити місто. Найважча облога тривала в серпні 1484 року, коли 300-тисячне військо османського султана Баязида II і 50-тисячні загони кримського хана Менглі I Герая при підтримці понад 100 великих кораблів взяли в облогу фортецю з берегу та лиману. Після 9-денної облоги фортеця впала. 1485 року господар Штефан ІІІ намагався відбити Білгород, але невдало. На 328 років тут встановлюється османське панування.
Османська імперія зробила Аккерман одним із своїх опорних пунктів на півночі. Місто стало об'єктом нескінченних нападів з боку запорозьких козаків. Відомі козацькі отамани неодноразово намагалися взяти місто. Серед них Григорій Лобода, Северин Наливайко, Іван Сулима, Іван Сірко, Семен Палій. Не давали спокою місту й молдовани з поляками. Але Аккерман стояв неприступною твердинею. Не обділяли увагою фортецю васали Османської імперії — кримські татари. Аккерман часто був місцем їхньої дислокації під час походів, а кримський хан Іслям II Ґерай навіть помер у фортеці і був похований у мечеті, від якої нині залишився один лише мінарет.
Під час тривалого османського володарювання в Аккермані фортеця неодноразово добудовувалася і укріплювалася відповідно до все новіших технологій фортифікації. 1657 року значно укріпив фортецю Мелек Ахмед-паша. 1707 року османи запросили французьких військових інженерів, за допомогою яких було збудовано нову бастіонну лінію. А починаючи з 1756 року укріплення та добудови у фортеці відбуваються майже щорічно.
XVIII століття принесло з собою три російсько-турецькі війни. 1770 року вона вперше була захоплена російським військом. 10-денною облогою тоді керував бригадир Ігельстрем. Протрималися росіяни в Аккермані недовго і відповідно до Кючук-Кайнарджійської мирної угоди повернули місто османам у 1774 році. 1789 року місто без бою було захоплене великим загоном донських козаків та бугським єгерським корпусом, яким керував Михайло Кутузов. Наступного року Кутузова призначили комендантом фортеці. Але знову його довелося повертати. Цього разу відповідно до Ясської угоди підписаної у 1791 році. Згідно з угодою, кордон між Російською та Османською імперією пройшов по річці Дністер.
Османський період у Білгороді закінчився 1812 року. За Бухарестським мирним договором південь Бессарабії з Аккерманом переходять до Російської імперії.

### Подальша історія
У 1832 фортеця позбавилась свого стратегічного значення, в 1896 її оголошують історико-архітектурною пам'яткою. Відтоді це цивільний об'єкт.
У 1918 Білгород захопили румуни. Під владою Румунського королівства він перебував до 1940. Тоді він на короткий строк ввійшов до УРСР, але з 1941 по 1944 місто знову належало Королівству Румунія. 1944 року Білгород зайняли радянські війська. Місто перейменували у Білгород-Дністровський, а фортецю зробили музеєм-заповідником. 
Нинішня Аккерманська фортеця — один з найпопулярніших туристичних об'єктів півдня України. Тут проводять інсценовані вистави, пісенні фестивалі («Фортеця»), і фортеця продовжує служити знімальним майданчиком для різних фільмів.

## План фортеці

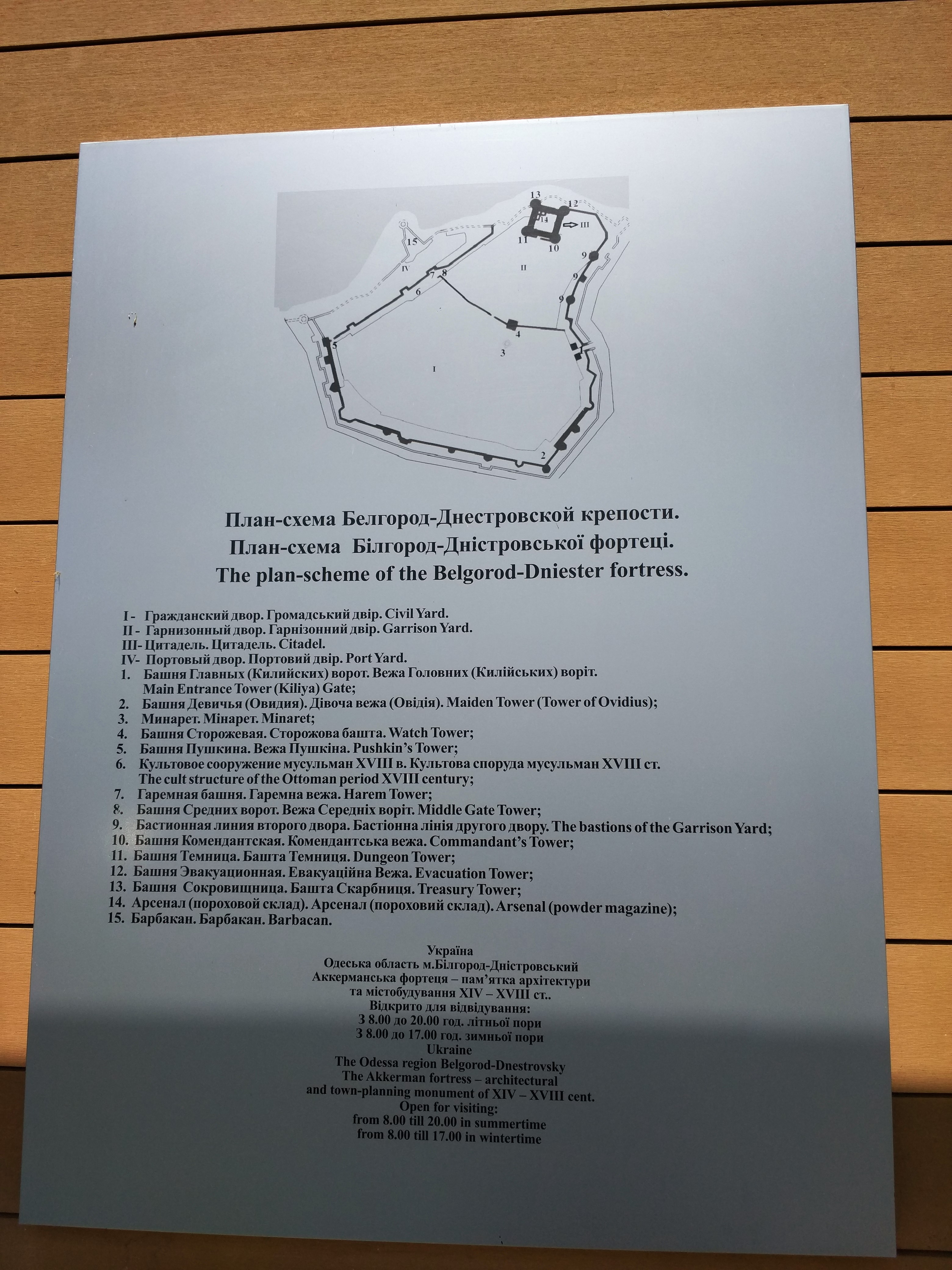
План-схема фортеці

Білгород-Дністровська фортеця є однією з найбільших середньовічних фортець в Україні. Периметр її стін становить 2,5 км, а загальна площа — понад 2 га. Товщина стін коливається від 1,5 до 5 м, а висота стін та башт — від 5 до 15 м. З півночі фортечні мури майже впритул підступають до Дністровського лиману. З інших трьох боків фортецю оточує рів, сучасна глибина якого сягає 13-14 м. Внутрішня стіна рову на кілька метрів вища від зовнішньої.
Основу фортечного комплексу становить Цитадель — найукріпленіша частина, збудована ще генуезцями. Вона складається з чотирьох великих башт, з'єднаних потужним муром. Башти мають власні назви: Придвірна (північно-східна), Комендантська (південно-східна), Темниця (південно-західна) та Скарбниця (північно-західна). Нині башта Скарбниця напівзруйнована, решта ж перебувають практично у відмінному стані. Площа двору цитаделі — 300 м². Тут є багато приміщень та розгалужена мережа підземних ходів, практично не досліджених. Колись у цитаделі містився комендантський палац.
Фортеця розділена внутрішніми стінами на кілька дворів, які могли бути самостійними фортифікаційними об'єктами. Цитадель розташована на території Гарнізонного двору, що має площу близько двох га. Раніше він був забудований казармами, стайнями та складами боєприпасів.
Найбільший двір фортеці — Громадянський. Його площа 5 га. Колись він був забудований житловими спорудами. В османський період тут стояла велика мечеть. Але в XIX столітті всі житлові будівлі двору були розібрані. Три найбільші башти мають власні назви: Овідієва (Дівоча), Сторожова та Пушкіна. До цього двору веде центральна брама фортеці — Кілійська. 
Був у фортеці і третій двір — Карантинний (інші назви Портовий, Господарський), призначений переважно для торгівлі та складів. Але від нього практично нічого не залишилося.

## Легенди

### Башта Пушкіна
Біля лиману, навпроти башти Овідія, височіє башта Пушкіна, названа на честь російського поета Олександра Пушкіна, який був і в місті, і у фортеці. Оду «Вольность», як і інші волелюбні вірші поета, що пробуджували революційний протест, царський уряд не пробачив молодому поету. Покарання прийшло негайно. Згідно з указом царя Олександра Павловича, 5 травня 1820 року Пушкіна відправили «за потребами» служби до головного опікуна колоністів Південного краю Росії, до генерал-лейтенанта Інзова. Майже 3 роки прожив поет у вигнанні в Кишиневі. Південне заслання закінчилося Одесою (там Пушкін перебував 13 місяців). Саме в Кишинівський період Пушкін відвідав Аккерман. Подробиці перебування Пушкіна в Аккермані зберегло для нас свідчення супутника поета — підполковника Івана Петровича Ліпранді. 14 грудня 1821 Ліпранді прямує до Аккерману для розслідування подій у Камчатському піхотному полку. З ним вирушає з Кишинева і Пушкін. Всього три дні: 14-16 грудня 1821 провів поет у Аккермані 15 грудня комендант фортеці підполковник Кюрто, колишній вчитель фехтування юного ліцеїста Пушкіна, запросив поета до себе у фортецю на обід. Пушкін з фортеці повернувся за північ. Він був дуже схвильований. Адже ці місця нагадали йому про такого ж вигнанця, великого Овідія. Саме тут у фортеці у поета визрів задум створення знаменитих послань «К Овидию» і народилися рядки послань:
|  | «Здесь, оживив тобой мечты воображенья, я повторил твои, Овидий песнопенья.» |

«К Овидию» Пушкін вважав найкращим зі всіх ранніх творів. Звертаючись до брата Льовиньки, він вигукував:
|  | «Каковы стихи «К Овидию», душа моя, и «Руслан» и «Пленник» и все дрянь, в сравнении с ними». |

Чому Пушкінською називають саме крайню західну башту і хто її так назвав — невідомо.

Башта Пушкіна
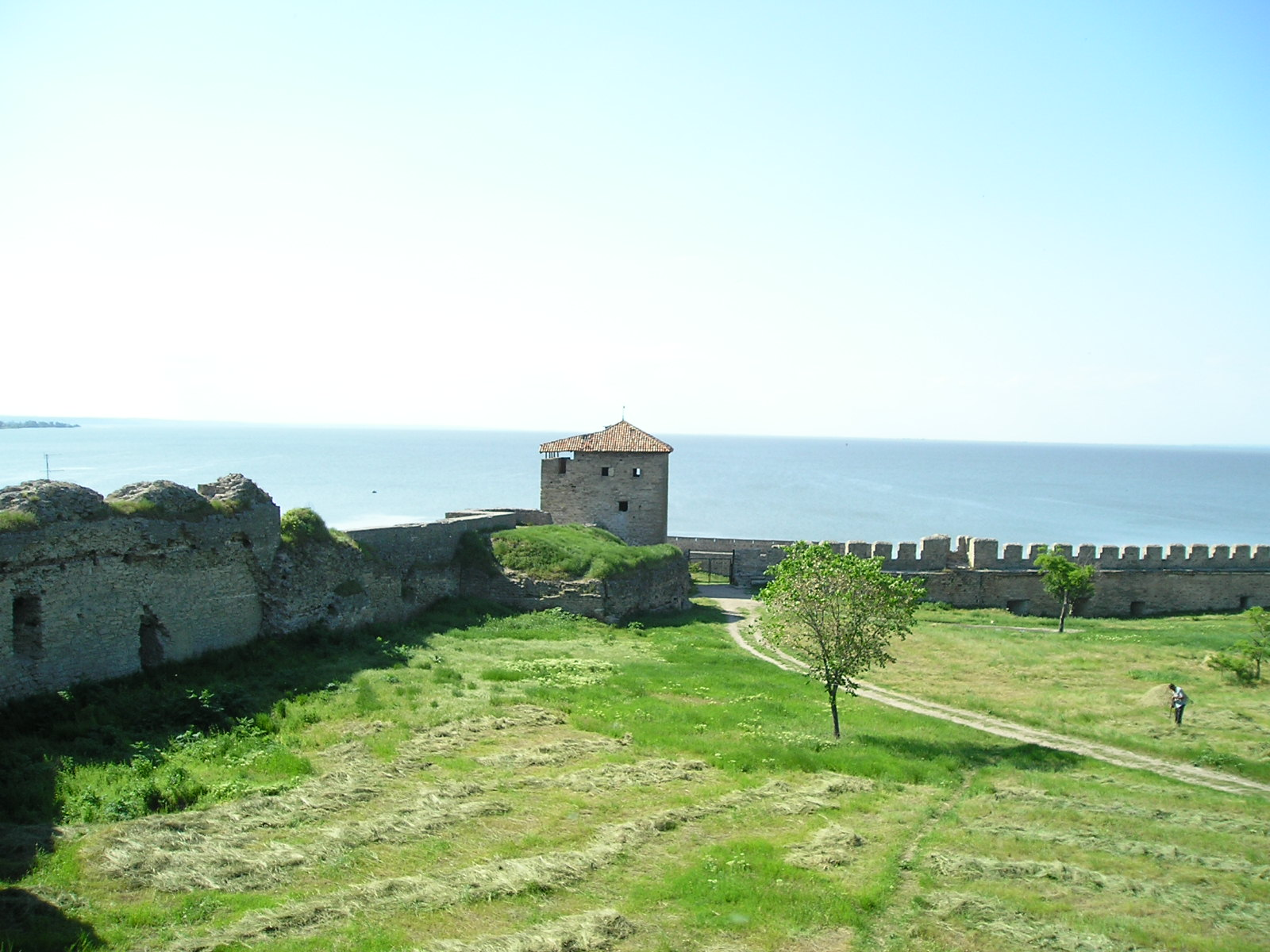
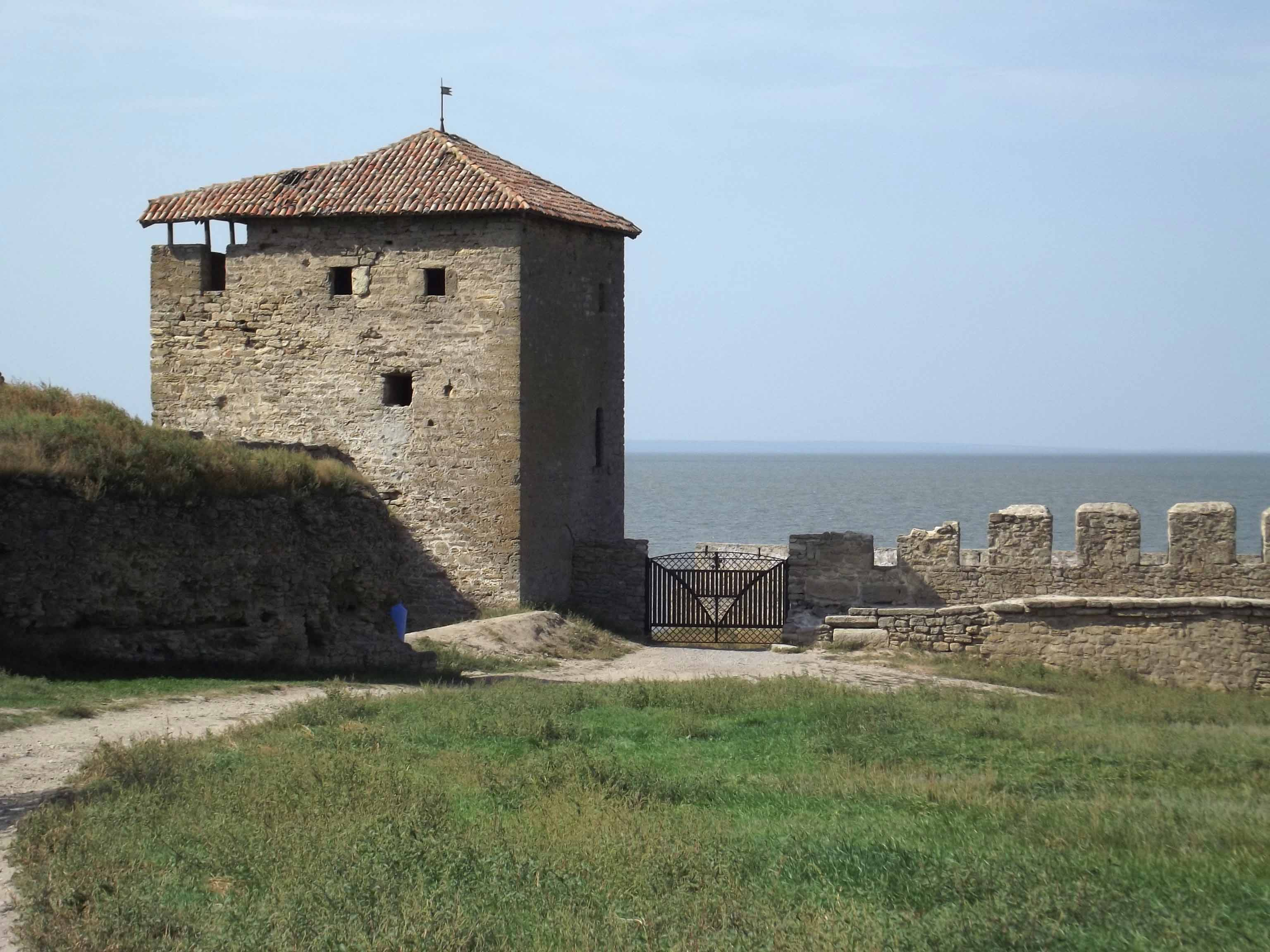

### Башта Овідія (Дівоча)
Крайня південно-східна башта фортеці має дві назви — Дівоча та Овідієва. Вона знаходиться ліворуч від Головної брами. Походження назви «Дівоча» пов'язане з таким переказом: у молдовського господаря Олександра Доброго нібито була дочка принцеса Тамара, дівчина небувалої вроди. Свавільна і жорстока, вона оточила себе розгульною челяддю і, користуючись відсутністю батька, що часто вирушав на чолі раті на битву з ворогами, грабувала навколишнє населення, розбишакувала на великій дорозі.
Одного разу, коли Олександр Добрий збирався в новий похід, Тамара попросила у нього кошти нібито на будівництво монастиря. Батько виконав прохання дочки.
Зі всього князівства зігнали людей. Але не будинок для божих слуг задумала будувати Тамара. Вона збудувала над лиманом могутню фортецю, в яку переселилася зі своїми прибічниками, оголосивши себе незалежною царицею.
Тепер розбійницькі набіги скоювалися з фортеці. Через рабежі та пожежі знелюдніли навколишні міста та села. Чутка про жорстоку царицю-самозванку рознеслася далеко за Дунай і Дністер, навіть за Чорне море.
Але повернувся з походу Олександр Добрий. Замість монастиря він побачив фортецю. Дізнавшись про лиходійства дочки, господар бере фортецю з боєм, знищує розбійників, а улюблену дочку проклинає. Як тільки слова проклять батька торкнулися вух Тамари, вона негайно ж заснула. Сплячу дівчину понесли в башту і за велінням господаря живою замурували в її стінах.
Відтоді башта зветься «Дівочою».
Інша легенда пов'язує цю башту з ім'ям римського поета Овідія, автора знаменитих «Метаморфоз» і «Науки про кохання». Саме «Наука про кохання» викликала страшенний гнів у божественного Августа, він вбачав цей твір, як замах на моральність римського суспільства.
На початку н. е., вже на схилі віку, придворний поет імператора Августа, Овідій Назон, був засланий у східну провінцію Риму, в Нижню Мезію в місто Томи (нині місто Констанца в Румунії). Проте довгий час була жива легенда про те, що в 8 році н. е. опального поета нібито прийняла стародавня Тіра.
До наших днів зберігся переказ: у ті часи з Риму прибула сюди людина незвичайна, вона була невинна, наче дитя, добра, як батько, а коли він говорив, то вуста його виділяли мед.
На згадку про Овідія лиман називався Овідово озеро; на східному березі лиману, навпроти фортеці, лежить селище Овідіополь («поль» грецькою — місто), місто Овідія, і у фортеці з'явилася «башта Овідія».

Види на «Башту Овідія»
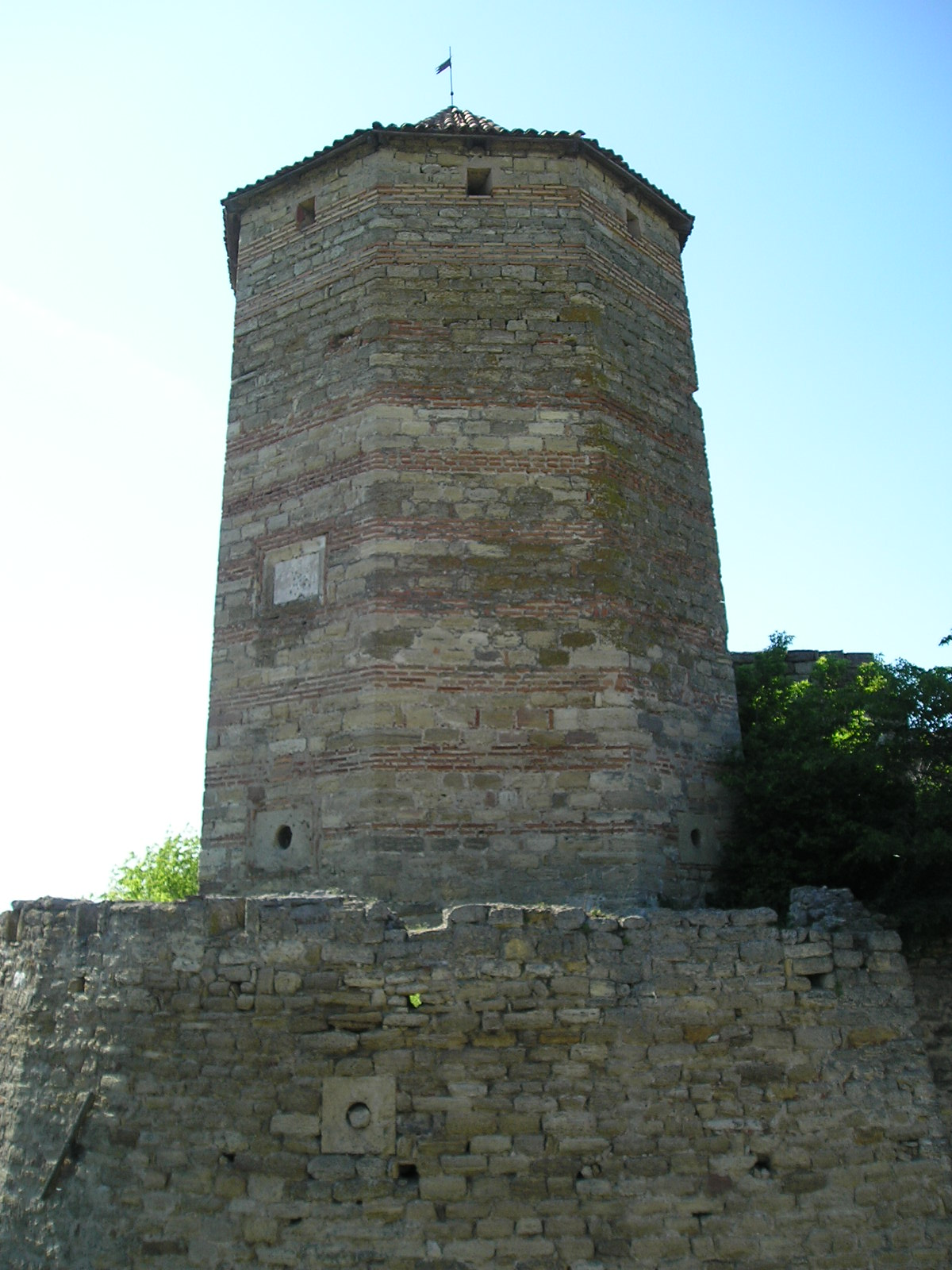
Ззовні фортеці
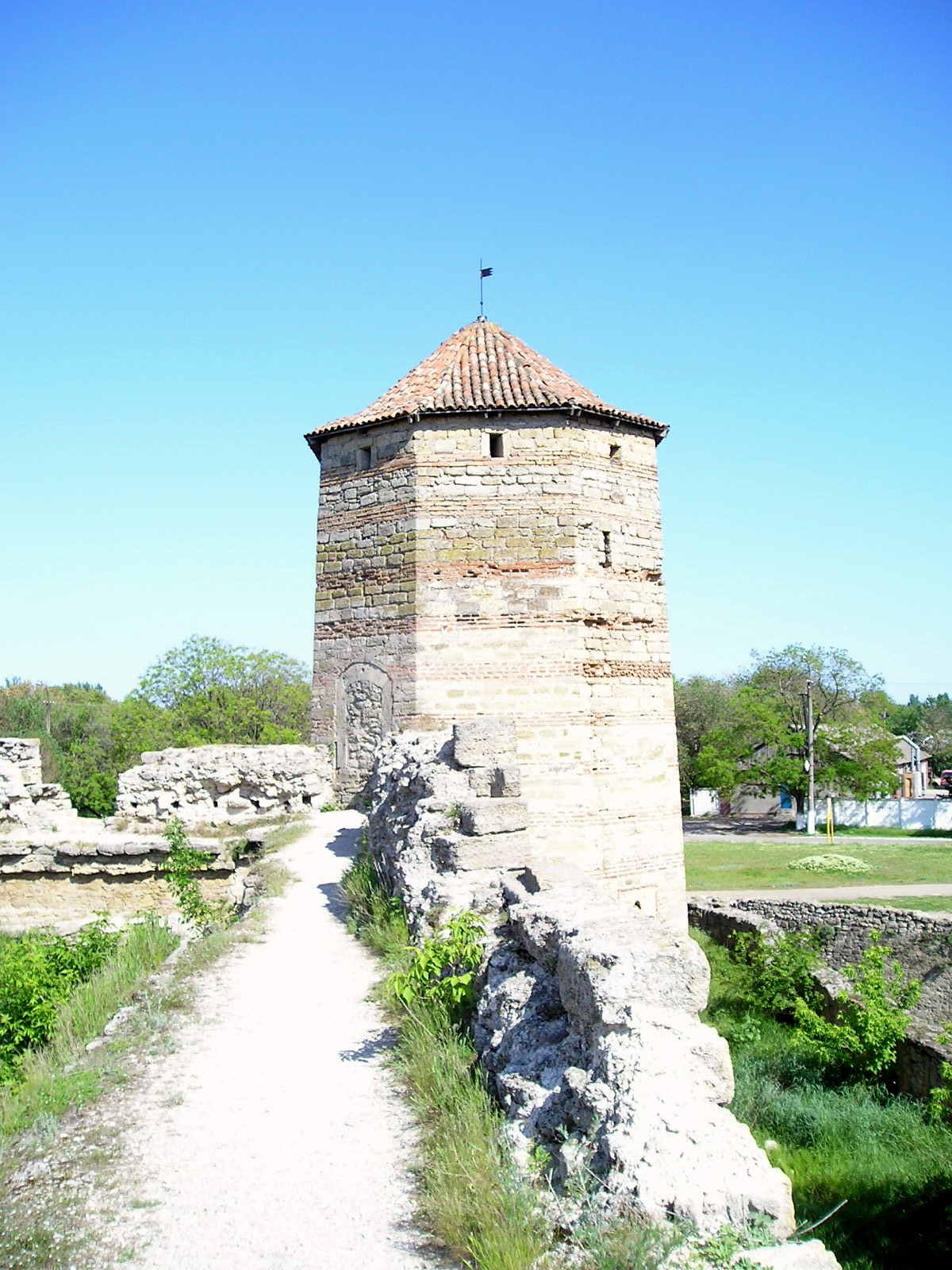
З муру
Замурований вхід, 2013.
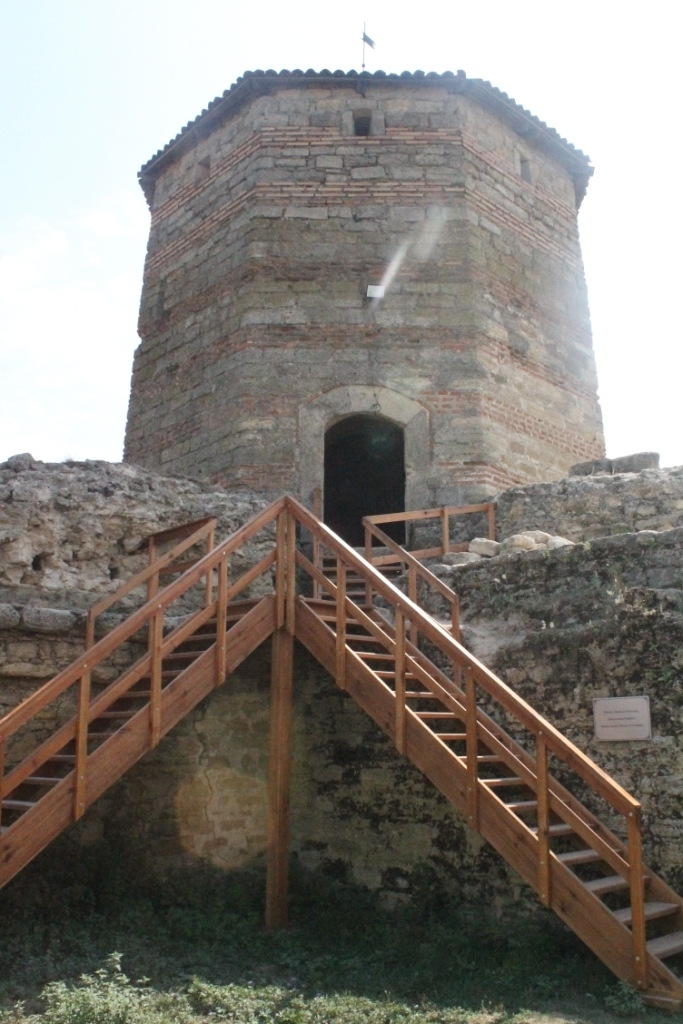
Відкритий вхід, 2015.

## Галерея

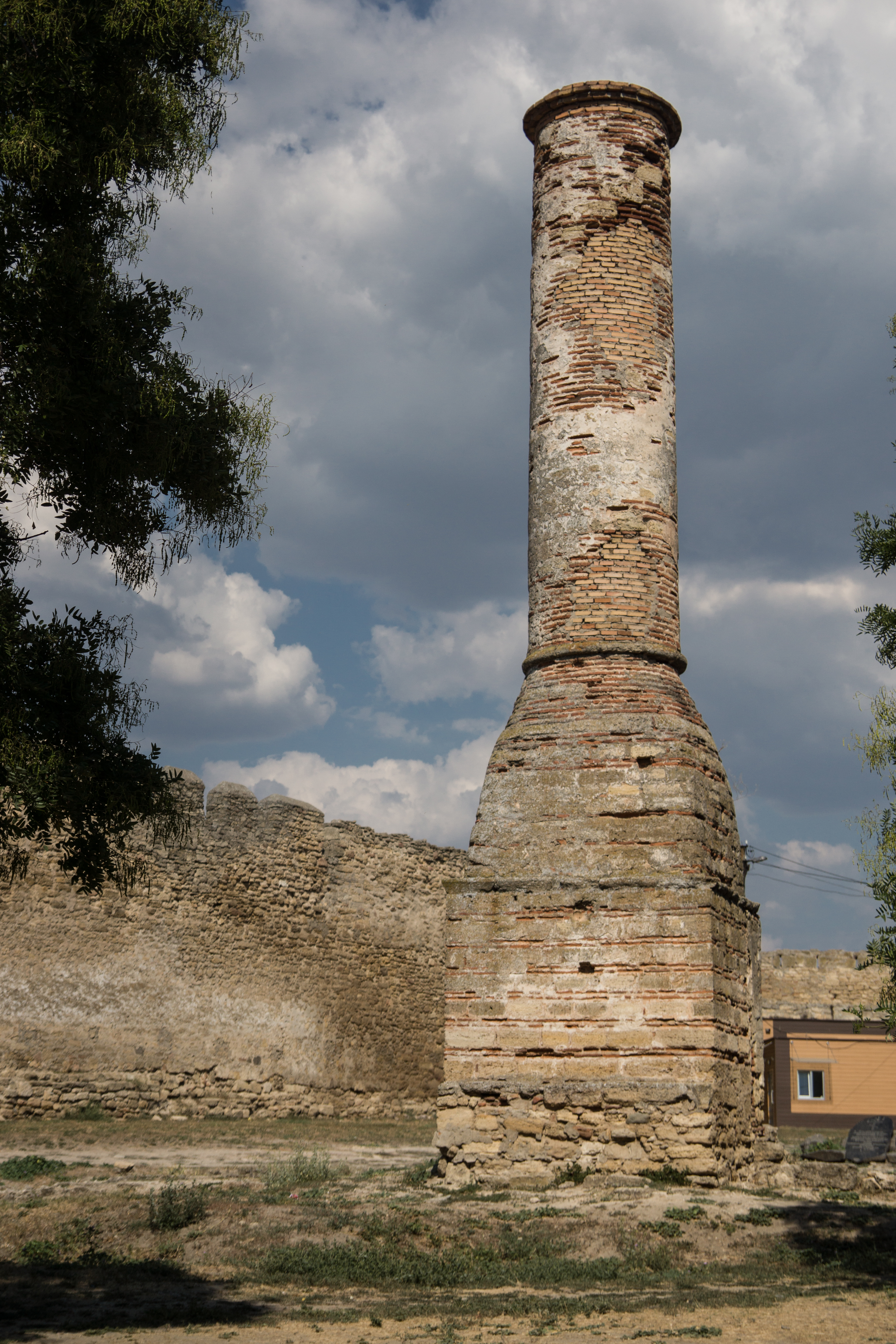
Мінарет
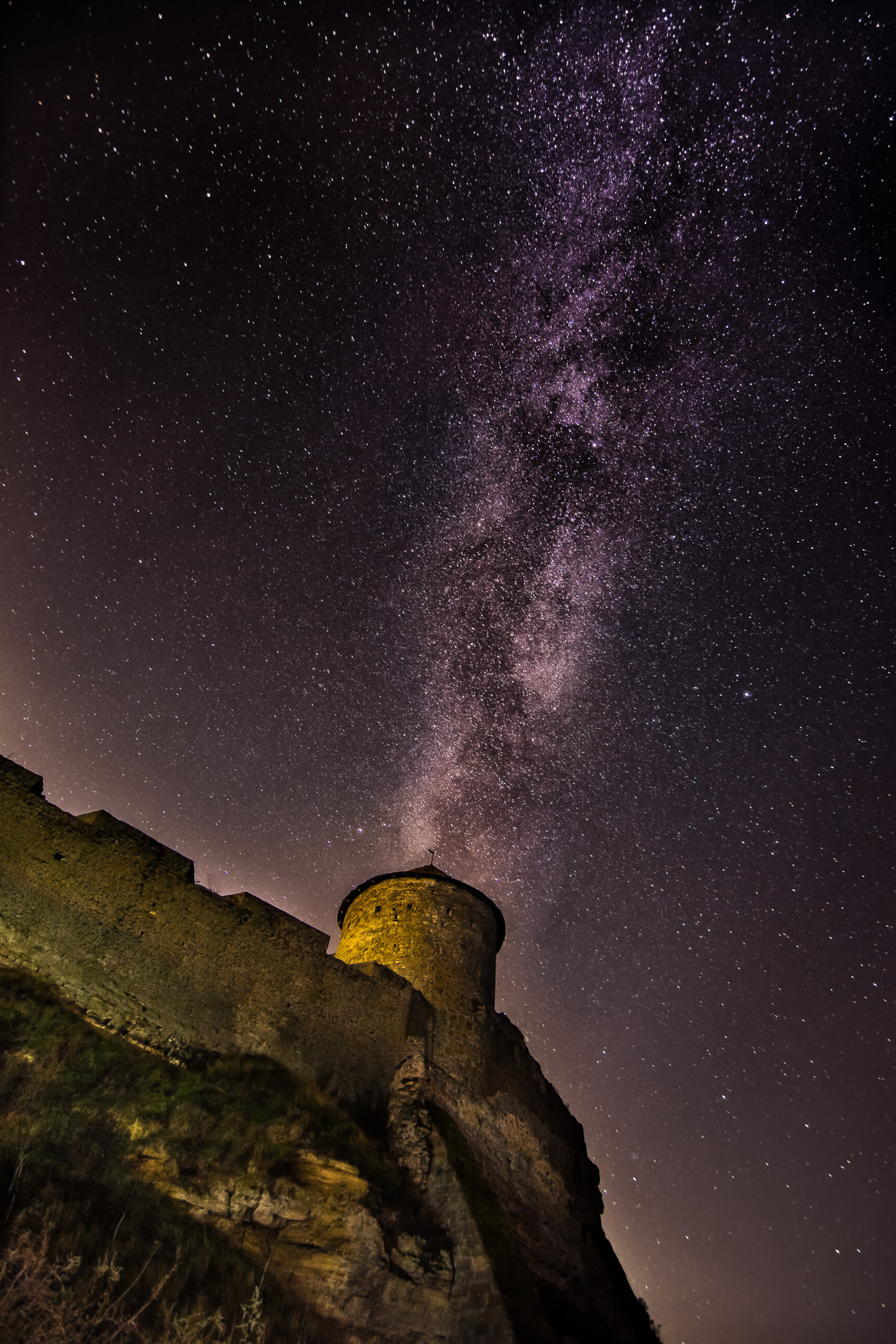
Чумацький шлях над фортецею
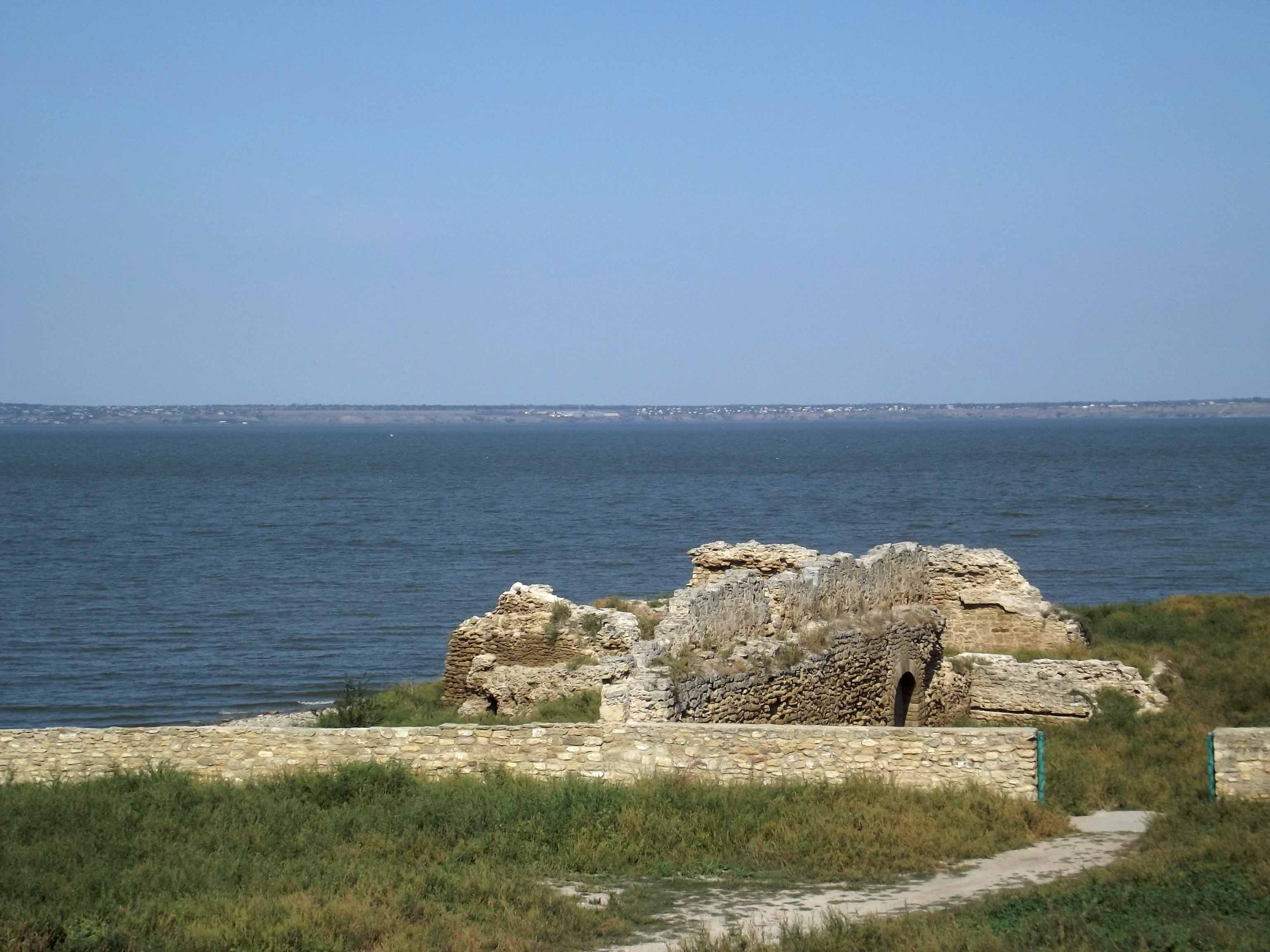
Колишній портовий двір
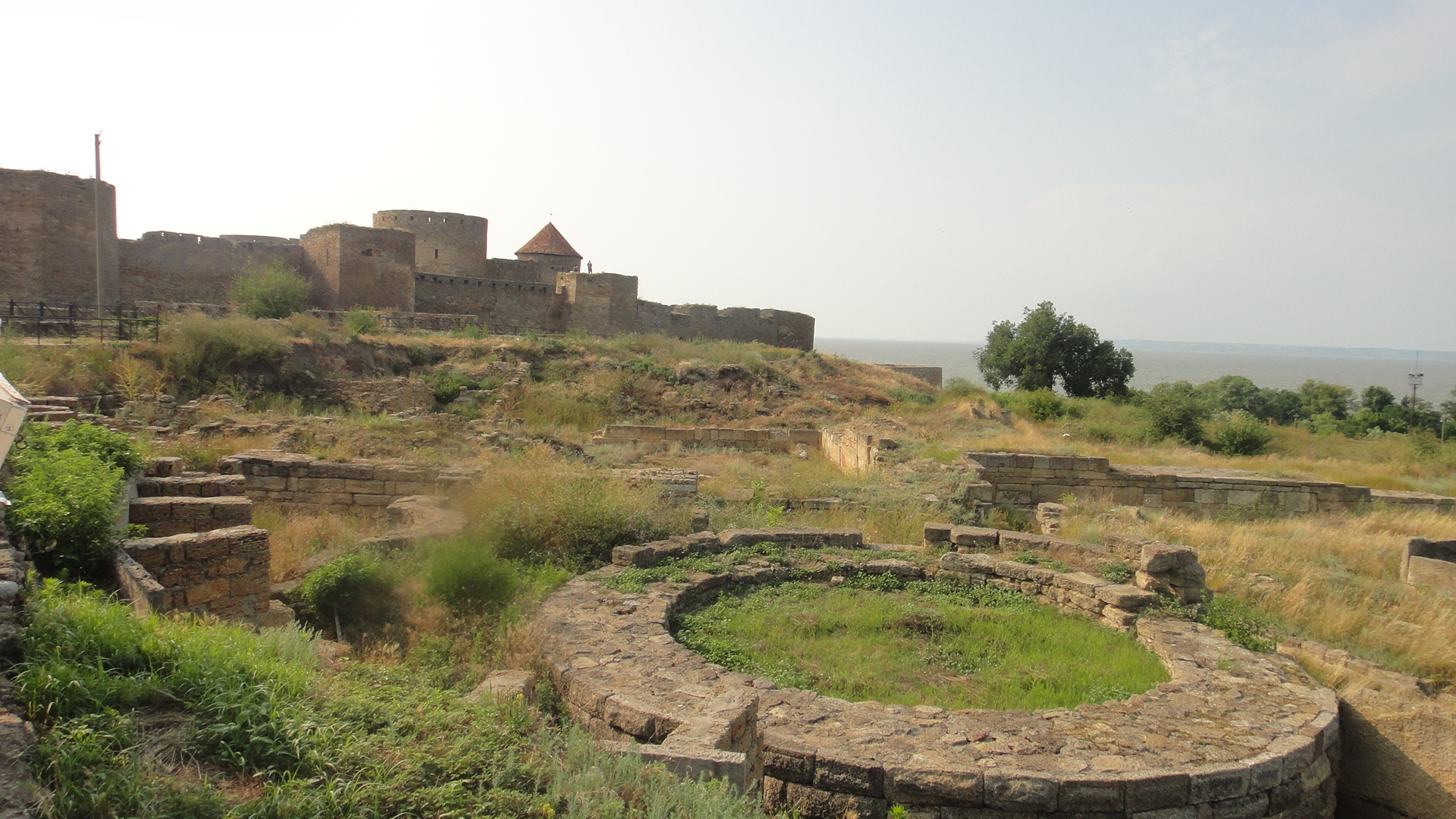
Зруйноване місто Тіра перед фортецею
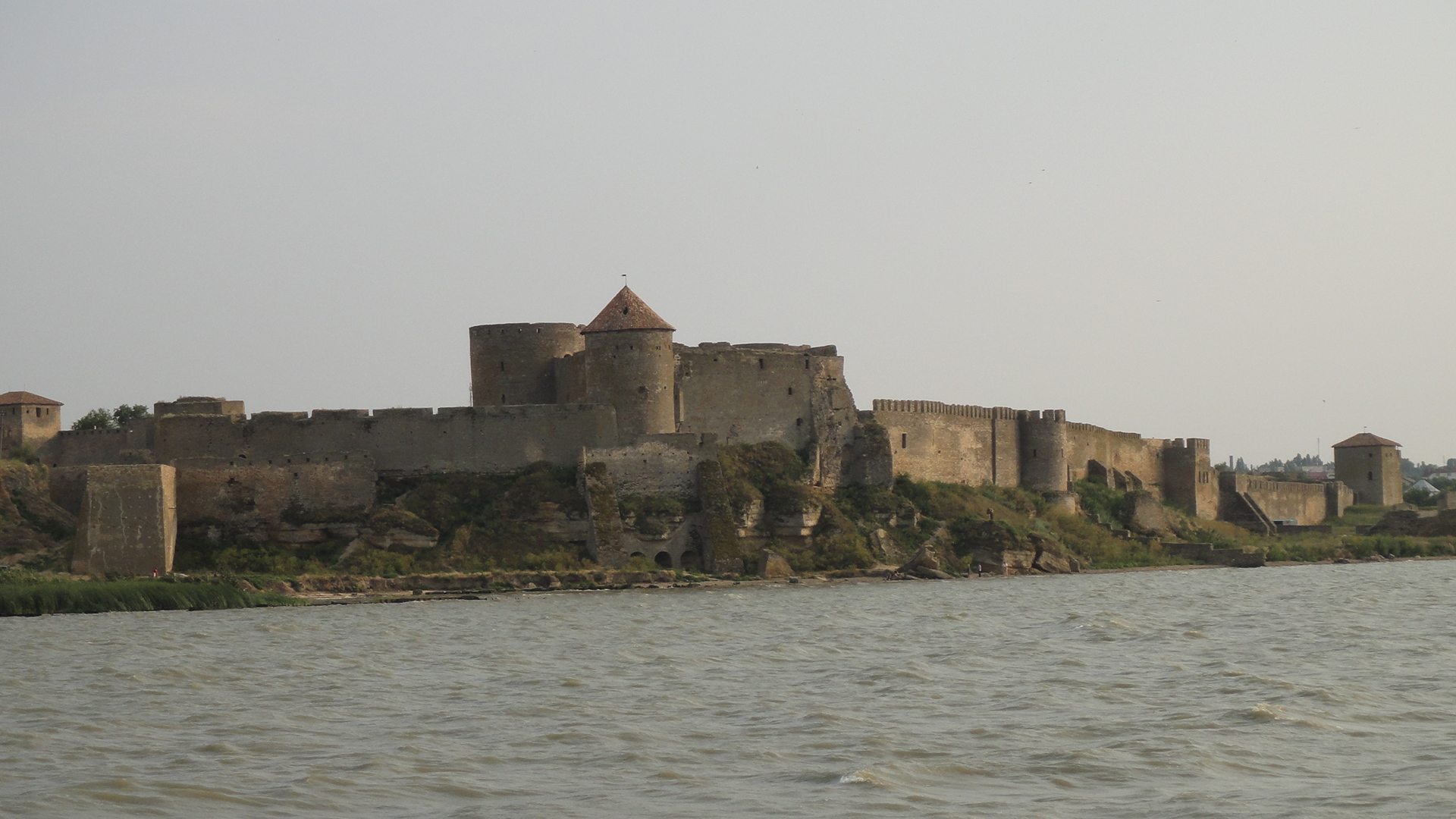
Вигляд Дністровського лиману
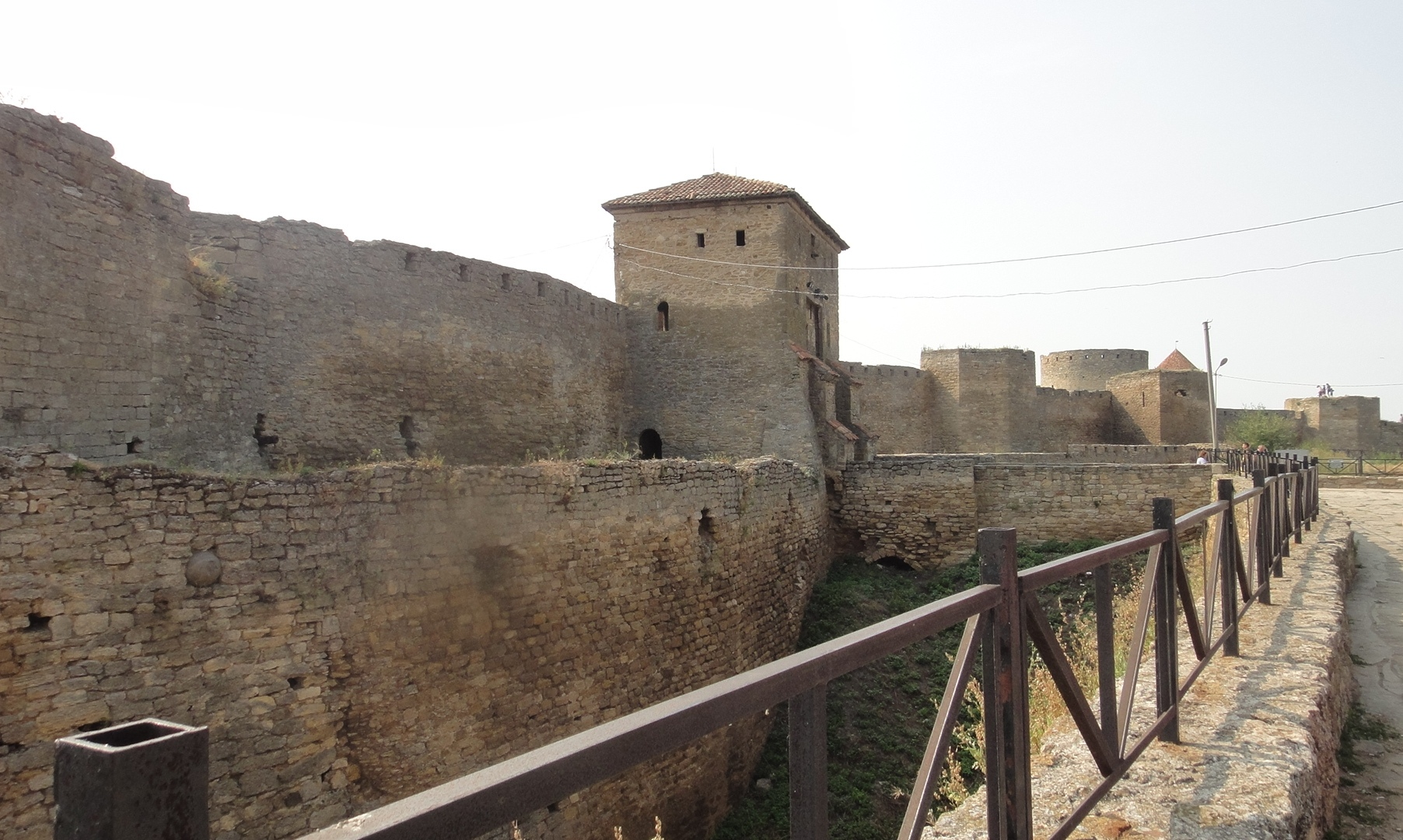
Вхід до фортеці
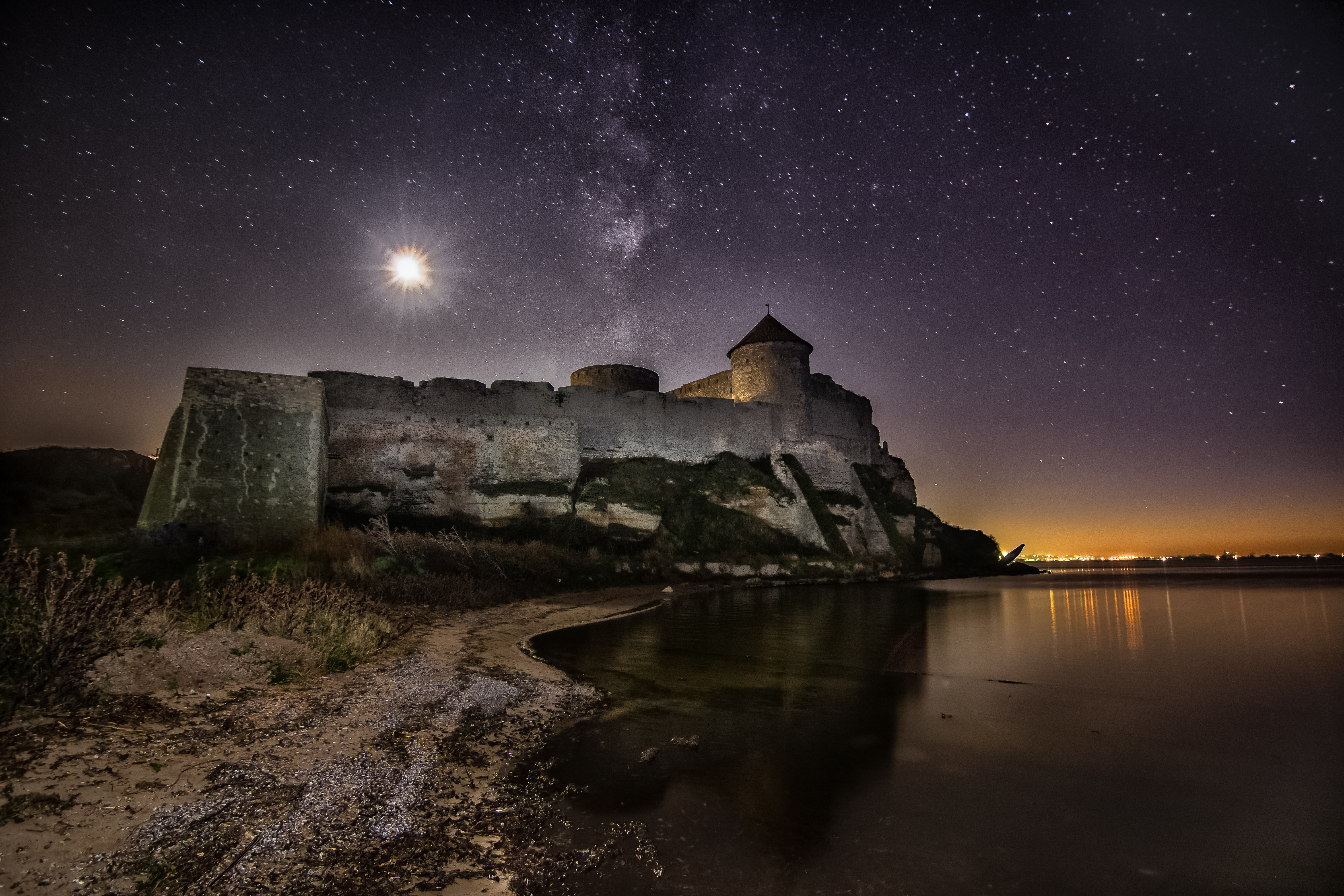
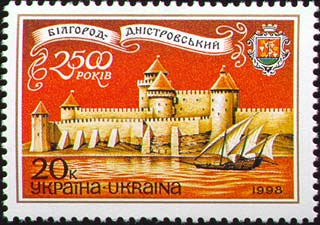
На поштові марці України
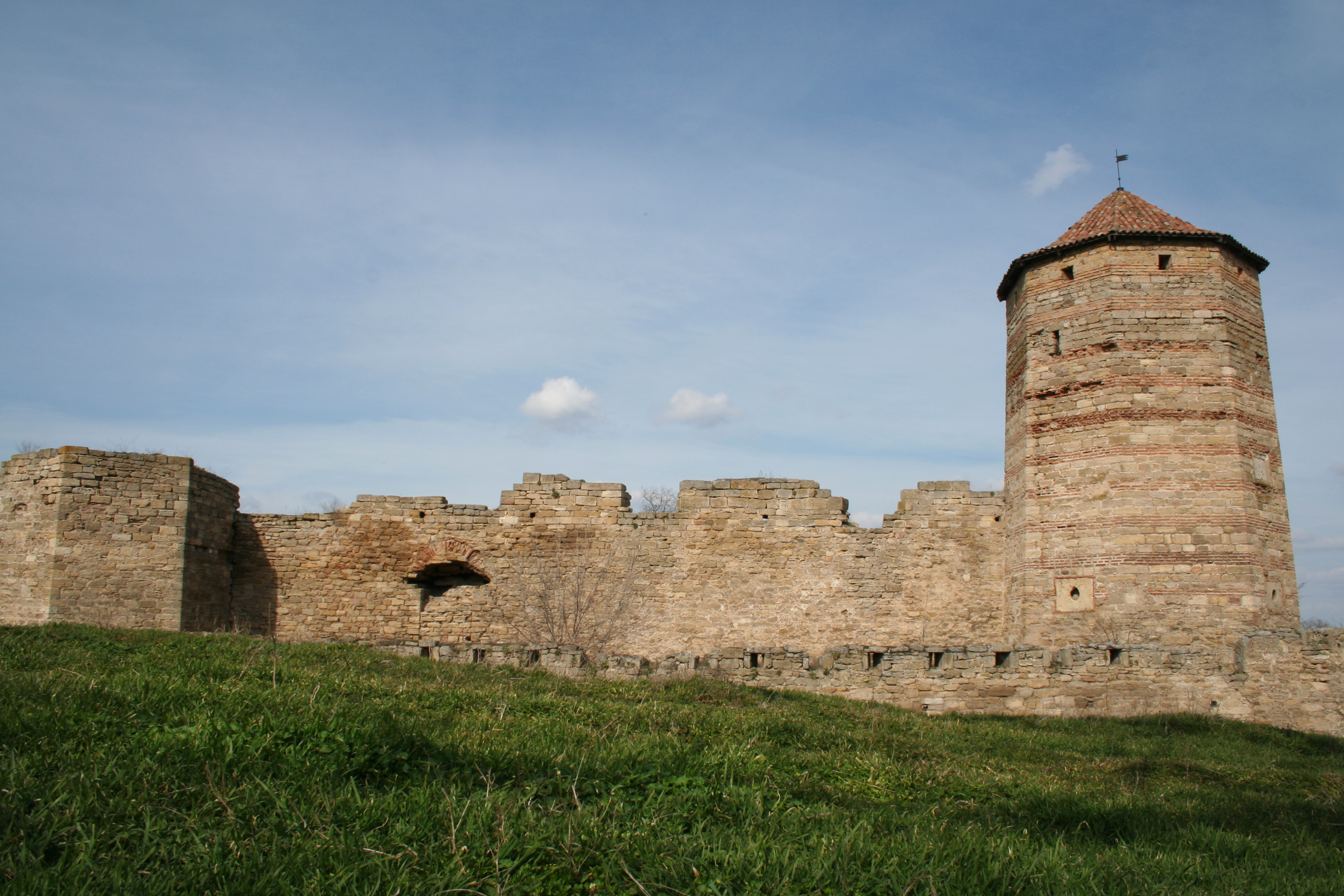
Мур
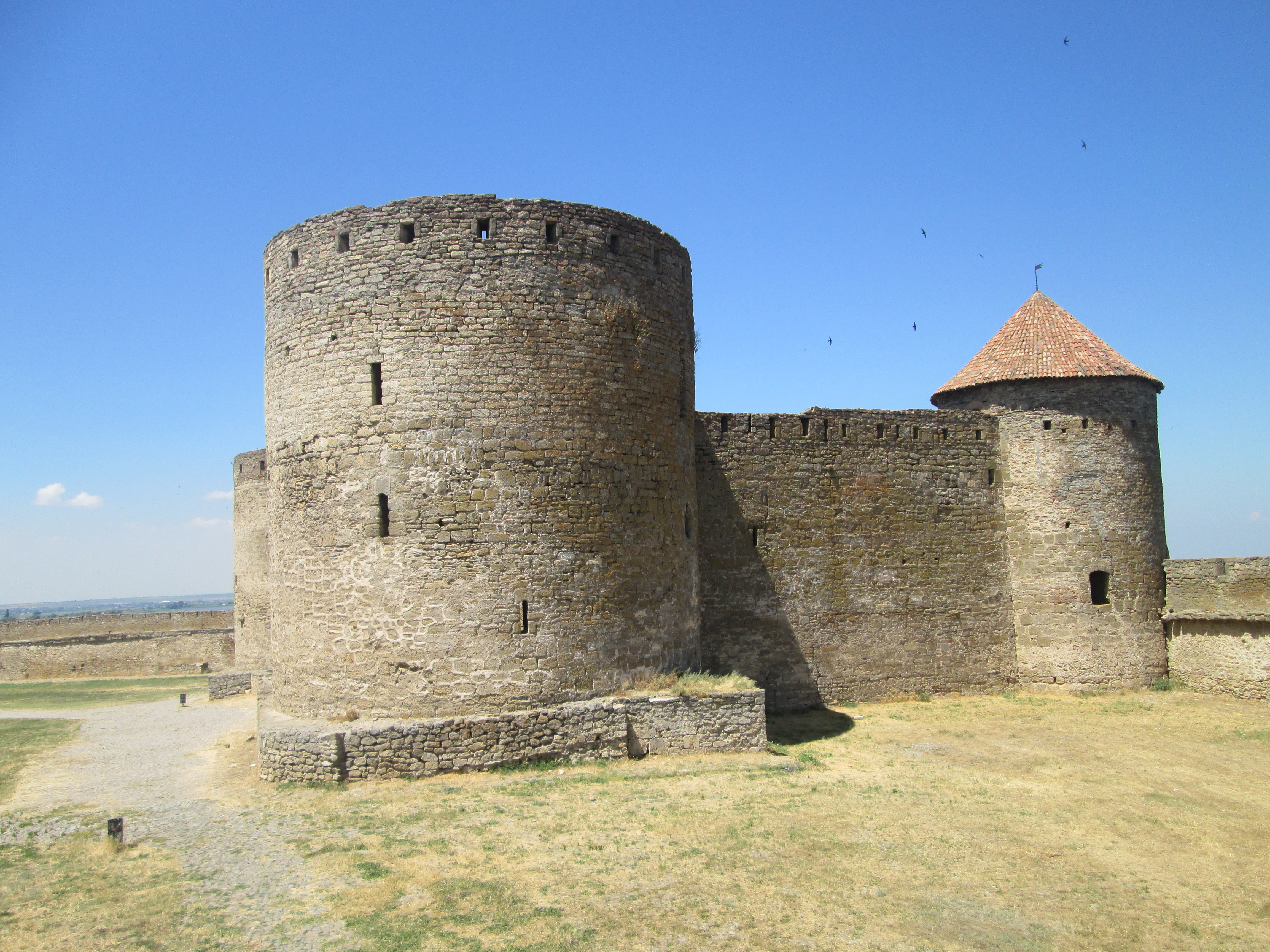
Цитадель
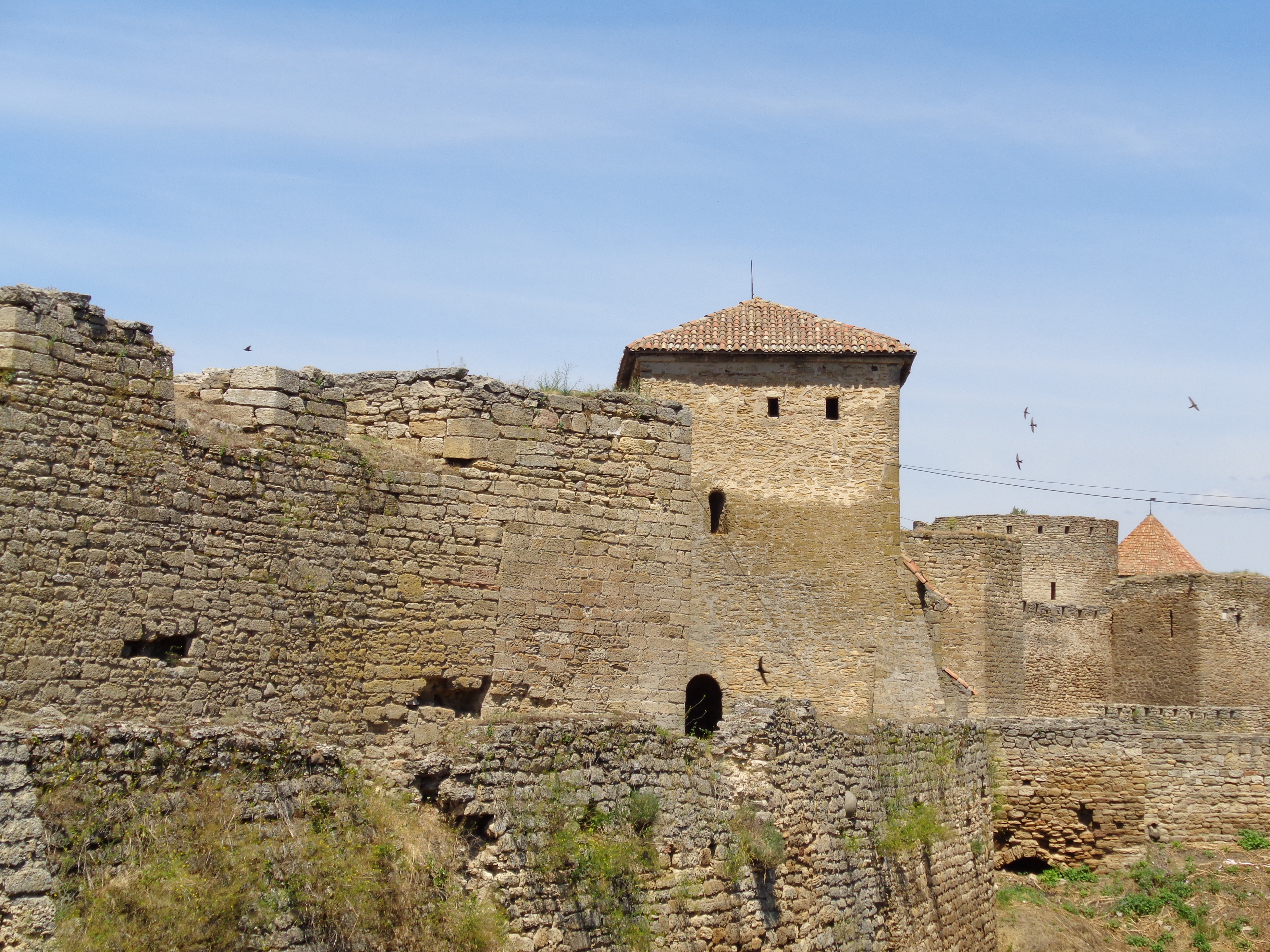
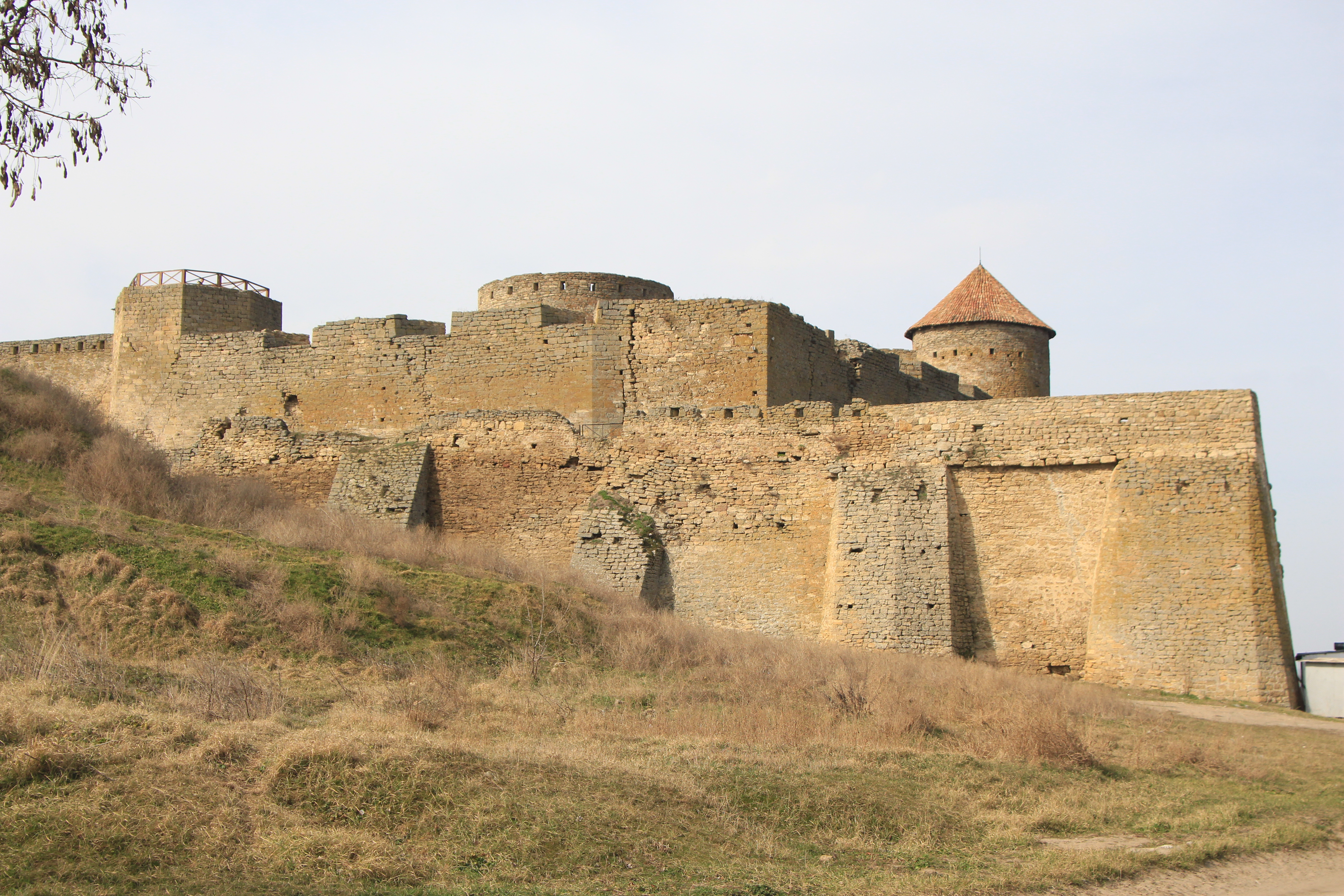
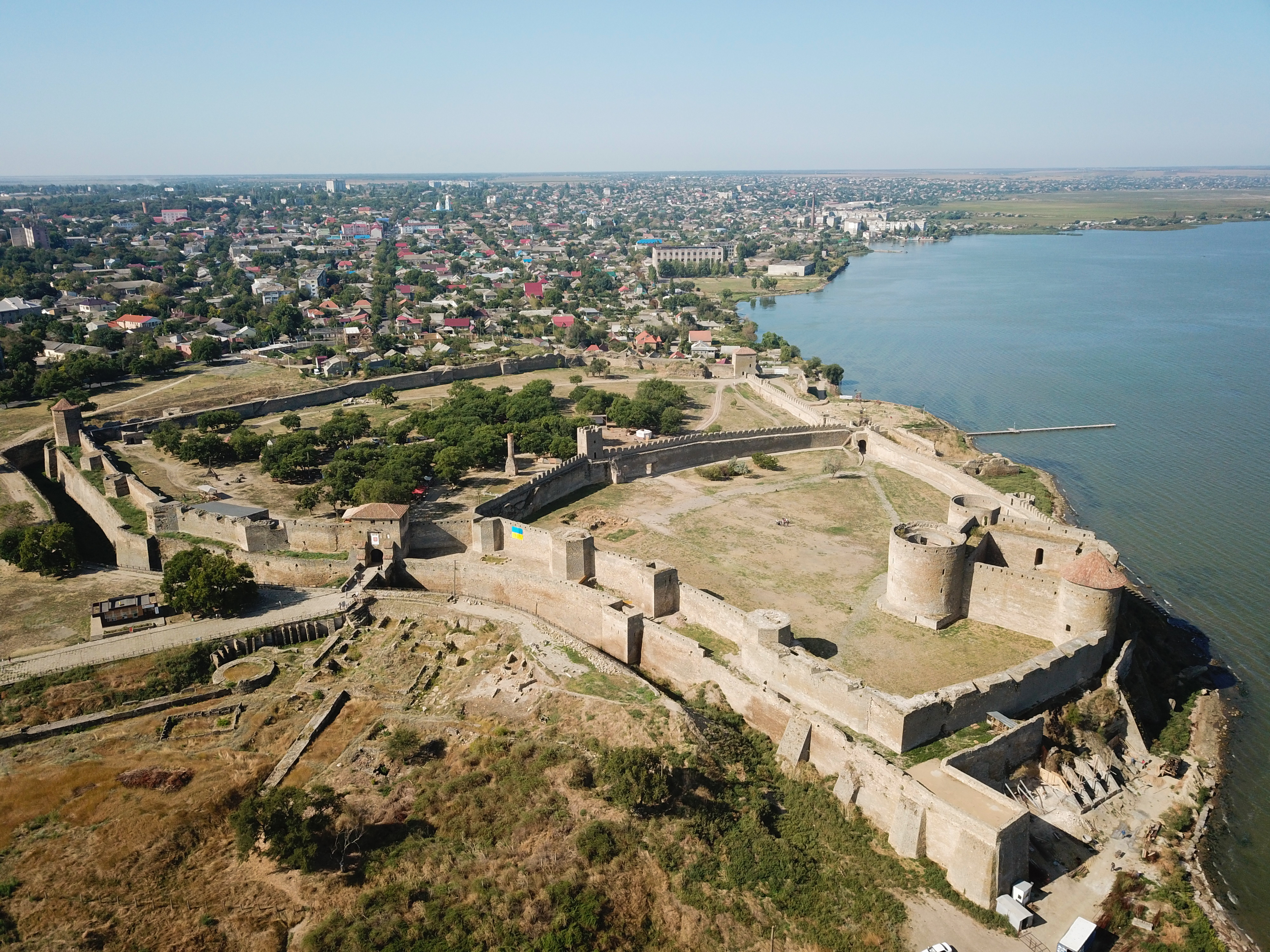
Краєвид